# Rossa (Grisones)
Rossa es una comuna suiza del cantón de los Grisones, situada en la región de Moesa. Limita al norte y noreste con la comuna de Mesocco, al este con Soazza, al sur con Cauco, y al oeste con Biasca (TI) y Malvaglia (TI).